# Бруни, Алексей Михайлович
Алексей Михайлович Бруни (род. 18 августа 1954) — российский скрипач, концертмейстер Российского национального оркестра. Народный артист России (2009).

## Биография
Представитель знаменитой династии Бруни, внук Николая Бруни.
Учиться игре на скрипке начал в 6 лет с подачи отца, который сам хотел быть скрипачом и при первой возможности устроил сына в Тамбовскую музыкальную школу в класс к Валерию Дмитриевичу Лисовскому. Проявив музыкальные способности, через два года Бруни оказался в Центральной музыкальной школе в Москве, где его учителем стал Михаил Васильевич Курдюмов. В этой же школе он познакомился с Михаилом Плетнёвым.
По окончании ЦМШ поступил в Московскую консерваторию в класс профессора Бориса Владимировича Беленького. У него же учился в аспирантуре, которую окончил в 1984 году. В период обучения участвовал в международных конкурсах скрипачей, в том числе стал лауреатом конкурса имени Н. Паганини в Генуе (1977) и конкурса имени Ж. Тибо в Париже (1984).
После обучения работал в Государственном академическом симфоническом оркестре СССР под управлением Евгения Светланова. С момента создания в 1990 году Михаилом Плетнёвым Российского национального оркестра стал его концертмейстером. Одновременно играет в квартете струнных инструментов при оркестре, выступает как солист. Совершил гастрольные поездки более чем в 40 стран мира, участник международных фестивалей Германии, Югославии, Австрии, России.
В качестве солиста и в составе музыкальных коллективов Бруни выпустил несколько альбомов с музыкой разных направлений и эпох. Помимо игры на скрипке выступал в качестве дирижёра. Пишет стихи, первый сборник вышел в 1999 году.
В качестве педагога несколько лет работал в Московской консерватории, проводил мастер-классы в США, Южной Корее, Италии, Аргентине, Испании.

## Награды
- Народный артист Российской Федерации (2009)[8]
- Заслуженный артист Российской Федерации (27 января 1995) — за заслуги в области искусства[8]
- Почетный профессор ТГМПИ имени С. В. Рахманинова (2006)[8]